# 市地洋子
市地 洋子（いちじ ようこ、1950年6月21日 - ）は、日本の元女優・元歌手。本名同じ。別名義、安芸 晶子 (あき まさこ)。
広島県東広島市出身。上野学園高等学校卒業。芸映に所属していた。

## 人物
1968年、広島県立賀茂高等学校在学中に、埼玉県に住んでいた姉を頼って上京して、上野学園高等学校に転校。1969年の高校卒業後に東京音楽学院に入学、スクールメイツに入団する。同年、NHKのテレビドラマ『若い日』でデビューし、松竹映画『ミヨちゃんのためなら全員集合!!』で映画初出演。
1970年、東映映画『三匹の牝蜂』に、大原麗子、夏純子とともに主役に抜擢される。その後、NETのバラエティ番組『びっくり大ショック』のアシスタントや、特撮テレビドラマ『ミラーマン』のレギュラー出演を経て、1973年に安芸晶子に改名し、東宝映画『狼の紋章』に出演。1974年に再度芸名を本名に戻して、東映映画『殺人拳2』や、テレビドラマ『寺内貫太郎一家』などに出演した。
特技は、歌唱、モダンバレエ。『ミラーマン』で共演した石田信之は、市地について「明るくて屈託がなく、可愛い感じの方。彼女がセットに入ってくると、現場が明るくなった。」と述懐している。

## 出演作品
※は安芸 晶子名義での出演

### テレビドラマ
- NHK劇場 / 若い日（1969年、NHK）
- おれは男だ! 第11話「明日に向かって突っ走れ!」（1971年、NTV）
- ミラーマン（1971年 - 1972年、CX）- 野村由起
- ポーラテレビ小説（TBS）
  - 吉井川（1972年）
  - こおろぎ橋（1978年）
- 東芝日曜劇場 / 湯の宿の女（1972年、TBS）
- サンデー・ビッグプレゼント / 同棲時代（1973年、TBS）
- ※GO!GOスカイヤー 第13話「大空の勇者! 恐怖のパラシュート降下!」（1973年、CX）- 洋子
- ※ジャンボーグA 第32話「大爆発! マッドゴーネの最後」（1973年、MBS） - 野村由起
- ※荒野の用心棒 第24話「女豹は白銀峡に吼えて…」（1973年、NET） - 瞽女の娘
- 銭形平次（CX）  
  - ※第396話「母の祈り」（1973年） - おぬい
  - 第533話「ぶっつけ仁義」（1976年） - おあき
- ※新・荒野の素浪人 第4話「無頼の掟」 （1974年、NET）
- 私という他人（1974年、TBS） - たか子
- 水曜劇場・寺内貫太郎一家 第26話 - 第39話（1974年、TBS） - 寺内京子
- バーディー大作戦 （TBS）
  - 第13話「俺たちはダーティ・ハリー3」（1974年） - あけみ
  - 第36話「追出刑事暗殺計画!」（1975年）
- 丹下左膳 第1話 - 第7話（1974年 - 1975年、YTV）
- プレイガールQ  第19話「スリラー・寝室の殺人鬼」（1975年、12ch） - 圭子
- 大江戸捜査網 第183話「観音像を奪回せよ!」（1975年、12ch） - おみの
- 寿の日（1975年、TBS）
- 平家伝説（1975年、TBS）
- はぐれ刑事 第10話「本ボシ」（1975年、NTV） - 高木ユカ
- 燃える捜査網 第7話「死者からの手紙」（1975年、NET）
- 太陽にほえろ! 第186話「復讐」（1976年、NTV / 東宝） - 脇田夫人
- 五丁目に咲いた恋は、絶対に結ばれないと人々は噂した（1976年、NTV）
- Gメン'75 （TBS）
  - 第40話「硫酸とビキニの女」（1976年） - ユキ
  - 第50話「湯の町午前0時の殺人」（1976年） - 久松ヒロミ
- 桃太郎侍 第3話「大名屋敷に鬼二匹」（1976年、NTV）
- 伝七捕物帳 第104話「無実の獄門」（1976年、NTV）- お米
- もしも・あの時（1977年、NHK）
- 特捜最前線 第39話「密告・コーヒージャック!」（1977年、ANB）
- 愛よいのちよ（1978年、CX）
- 半七捕物帳 第10話「張子の虎」（1979年、ANB）

### 映画
- ミヨちゃんのためなら全員集合!! （1969年、松竹） - ピコ
- 三匹の牝蜂 （1970年、東映） - ハツエ
- 西のペテン師・東のサギ師（1971年、東宝） - ハツエ
- ずべ公番長 ざんげの値打もない（1971年、東映） - おゆき
- ずべ公番長 はまぐれ数え唄（1971年、東映） - おゆき
- ※グアム島珍道中（1973年、東宝） - 由美
- ※狼の紋章（1973年、東宝） - 青鹿晶子
- 殺人拳2（1974年、東映） - ピンボケ
- 最も危険な遊戯（1978年、東映） - 綾乃

### その他のテレビ番組
- ヤング720 (1970年 - 1971年、TBS)
- びっくり大ショック (1971年、NET) - アシスタント[2]
- ※クイズオンクイズ!! (1973年 - 1974年、NTV) - 司会 [注釈 1]

## 音楽

### シングル
- 髪を染めたの / 花を召しませ (1970年、日本コロムビア） - オリコン最高96位
- 恋算数 / 愛しい人へさよならを (1970年、日本コロムビア） - NHK「ひるのプレゼント」今週の歌
- 戦え! ミラーマン（1972年、キングレコード） - 『ミラーマン』共演者の石田信之、杉山元、沢井孝子と歌唱

### アルバム
- スクールメイツ＋ジミー竹内＝モンキーズ